# 브루셀라
브루셀라(Brucella)는 그람 음성균의 한 속으로, 데이비드 브루스(1855~1931)의 이름을 따서 지어졌다. 크기는 0.5~0.7 × 0.6~1.5µm 정도로 작으며, 협막이 존재하지 않고 운동성도 없다. 또한 조건혐기성 미생물이며, 세포내 기생하는 구간균이다.
브루셀라에 속한 세균들은 인수공통감염병의 일종인 브루셀라증의 원인 병원균이다. 블루셀라증은 오염된 음식(살균되지 않은 우유로 만들어진 유제품 등)을 섭취하거나 감염된 동물과 직접 접촉하여, 또는 에어로졸을 흡입하여 전염된다. 자연수정을 통해 전염되거나 엄마에서 아이로 수직감염되는 등 사람 간 접촉으로 인한 감염은 아주 드물지만 가능하다. 감염력을 가지는 최소 노출 수는 10~100마리 사이이다.
브루셀라속에 속한 세균 종들은 서로 유전적으로 아주 유사하지만, 숙주 특이성에 있어 약간씩의 차이를 갖는다. 가령 브루셀라 카니스(B. canis)는 개를 비롯한 개과 동물들에서, 브루셀라 아보르투스(B. abortus)는 소에서, 브루셀라 수이스(Brucella suis)는 돼지에서 브루셀라증을 일으킬 수 있다.